# 肖贻
肖贻（1922年2月—2017年7月12日），原名徐光耀、化名萧贻，浙江慈溪潮界乡上徐家村人，中华人民共和国政治人物。

## 生平
1929年1月，完成县立私塾、小学、中学的学业。1940年7月参加革命工作，1943年1月加入中国共产党。1947年12月至1948年3月，进入中共华东局党校学习。1979年4月至11月，进入中共中央党校学习，先后担任浙东余上县中河区办事处总务、中共余上县委秘书、余姚中心县委秘书、余姚县委特派员；山东省各界抗日救国会临沂县群众工作队党支部宣传委员、山东省各界抗日救国会秘书兼华东局民运部秘书、山东省支援前线委员会民站部秘书、巡视员，华东军区兵站部秘书；华东野战军随营军政干部学校校委组织部临时帮助组织工作。
1948年5月至1949年4月，随华东野战军先遣纵队第一支队干部队随军南下，曾任淮南四地委定风怀县藕塘毗邻一个区的区委副书记、区中队副教导员，合肥市军管会秘书处工作；1949年4月渡江，5月至1951年10月任中共浙江省委谭震林处秘书（兼谭启龙处秘书工作）。1951年10月以后，历任浙江省委、山东省委谭启龙处秘书；中共余姚县委副书记、第一书记，中共浙江省委办公厅副主任，嘉兴民丰造纸厂党委副书记，浙江省委办公室副主任，浙江省统计局顾问等职。
历任浙江省余姚县政府书记员，新四军浙东纵队余上县中河区办事处总务，浙江省余姚县委秘书、副特派员，山东省支前委员会民站部秘书，华东军区兵站部秘书，浙江省委办公厅秘书，浙江省余姚县委副书记、第一书记，浙江省委办公厅副主任，浙江省统计局党组成员、副局长、顾问等职。1985年12月离休后，任中共浙江省委党史委员会委员，曾参与编审、审稿的史书有《中国共产党浙江历史大事记》、《中共浙江党史》、《浙江省中国共产党志》、《当代浙江简史》、《浙江省情》等；参与编辑的有《中国资本主义工商业的社会主义改造》、《江华在浙文集》、《何克希诞辰百年纪念集》等，并发表过多篇革命回忆录及纪念文章。
2017年7月12日，在杭州逝世，享年96岁。